# Нинуэ
Нинуэ (исп. Ninhue) — посёлок в Чили. Административный центр одноимённой коммуны. Население — 1433 человека (2002). Посёлок и коммуна входит в состав провинции Итата и области Ньюбле.
Территория коммуны — 401,2 км². Численность населения — 5458 жителей (2007). Плотность населения — 13,6 чел./км².

## Расположение
Посёлок расположен в 35 км северо-западнее административного центра области — города Чильян.
Коммуна граничит:
- на севере — с коммуной Каукенес
- на востоке — с коммунами Сан-Карлос, Сан-Николас
- на юге — с коммуной Портесуэло
- на юго-западе — с коммуной Трегуако
- на западе — с коммуной Кириуэ

## Демография
Согласно сведениям, собранным в ходе переписи Национальным институтом статистики,  население коммуны составляет 5458 человек, из которых 2721 мужчина и 2737 женщин.
Население коммуны составляет 0,28% от общей численности населения области Био-Био. 70,42%  относится к сельскому населению и 29,58% — городское население.